# 瓦圖曼德里
瓦圖曼德里是馬達加斯加的城市，由阿齊那那那區負責管轄，位於該國東部，距離首都塔那那利佛約300公里，市內有民用機場，2001年人口10,259。
19°19′51″S 48°58′41″E / 19.3308°S 48.9781°E